# فردریک دی. الکساندر
فردریک داگلاس الکساندر (Frederick Douglas Alexander) (زاده ۲۱ فوریه ۱۹۱۰ – درگذشت ۱۳ آوریل ۱۹۸۰)، تاجر، فعال حقوق مدنی و سیاستمدار آمریکایی اهل شارلوت در کارولینای شمالی بود. او در ۱۹۶۵ برای عضویت در شورای شهر شارلوت انتخاب شد و اولین آمریکایی آفریقایی‌تبار بود که از دهه ۱۸۹۰ در آن شورا خدمت می‌کرد. او چندین بار انتخاب شد و تا ۱۹۷۴ خدمت کرد. در آن سال، او برای مجلس سنای ایالتی انتخاب شد و تا ۱۹۸۰ در آنجا خدمت کرد. او همچنین در تجارت محلی، نهادهای اجتماعی و حقوق مدنی فعال بود و به عنوان یک میانه‌رو شهرت پیدا کرد.
ایالت کارولینای شمالی، در آغاز قرن بیستم، اقداماتی را برای ایجاد مانع برای ثبت‌نام رای‌دهندگان تصویب کرده بود و برای چندین دهه، آمریکایی‌های آفریقایی‌تبار را از سیستم سیاسی محروم کرد. محدودیت‌ها در شهرهایی مانند شارلوت، حتی قبل از تصویب قوانین ملی حقوق مدنی در اواسط دهه ۱۹۶۰، کاهش یافته بود.

## اوایل زندگی و تحصیلات
الکساندر، در شارلوت کارولینای شمالی متولد شد و پسر زکریا الکساندر و همسرش بود. پدر او یک تاجر برجسته آفریقایی‌آمریکایی و مدیر منطقه شرکت بیمه عمر مشترک کارولینای شمالی و همچنین صاحب مرده‌شوی خانه الکساندر بود. برادر فردریک، کلی الکساندر، سرانجام رهبر ملی NAACP شد. الکساندر در ۱۹۲۶ از مدرسه نوبت دوم شارلوت فارغ‌التحصیل شد. او در دانشگاه لینکلن پنسیلوانیا که کالج تاریخی سیاه‌پوستان بود، تحصیل می‌کرد. الکساندر پس از فارغ‌التحصیلی در ۱۹۳۱ به شارلوت بازگشت تا در مرده‌شوی خانهٔ پدرش کار کند.

## حرفهٔ سیاسی
الکساندر علاوه بر کار با پدرش در تجارت خانوادگی، شروع به فعالیت سیاسی کرد. او ابتدا برای سازماندهی رأی‌دهندگان، در میان جمعیت آفریقایی‌آمریکایی شارلوت کار کرد. این ایالت، قانون اساسی جدیدی را در ۱۹۰۰ تصویب کرده بود که موانعی را برای ثبت نام رأی دهندگان، به منظور سلب حق رأی سیاه‌پوستان، هم تحصیل کرده و هم غیر تحصیل کرده، ایجاد کرده بود.
در زمان الکساندر، برخی از شهرها مانند شارلوت، مدیریت داخلی خود را برای ثبت‌نام رأی‌دهندگان تسهیل کرده بودند و برخی از آمریکایی‌های آفریقایی‌تبار تحصیل کرده را به عنوان رأی‌دهنده، تأیید می‌کردند. در زمان رکود بزرگ، زمانی که فرصت‌هایی برای آمریکایی‌های آفریقایی‌تبار باز شد، الکساندر تلاش می‌کرد تا افسران سیاه‌پوست را برای پلیس شهر و نامه‌بران پست ایالات متحده، استخدام کند. او بر آموزش و حمایت از دوره‌های تجاری در دبیرستان‌های سیاه‌پوستان (سیستم مدارس دولتی تفکیک شده) و مراقبت‌های بهداشتی بهتر در جامعه، تأکید می‌کرد.
در حالی که موقعیت‌های پلیس و پست به صورت عادی بخشی از خدمات مدنی شهر و دولت فدرال بودند، شارلوت توانسته بود آن‌ها را به سفیدپوستان محدود کند. اولین پلیس سیاه‌پوست تا ۱۹۴۱ که دو نفر انتخاب شدند؛ استخدام نشدند. آن‌ها در یک دسته‌بندی خاص قرار گرفتند که نه تحت پوشش خدمات دولتی بودند و نه اجازه حمل سلاح داشتند. تا ۱۹۴۸ شش افسر سیاه‌پوست دیگر نیز استخدام شدند، زیرا انجمن رفاه کهنه سربازان شارلوت که از کهنه سربازان جنگ جهانی دوم تشکیل شده بود، برای تغییر فشار آورده بودند؛ با تمامی آن‌ها مانند افسران خدمات عمومی عادی، رفتار می‌شد.
در ۱۹۴۸، الکساندر که یکی از اعضای مؤسس بود، به عنوان دبیر اجرایی کمیته شهروندان برای اقدام سیاسی در شارلوت خدمت می‌کرد. در آن سال، از دو نامزد آفریقایی‌آمریکایی برای هیِئت مدیرهٔ مدرسه و شورای شهر حمایت کرد. اما در ۱۹۳۲، پس از اینکه یک مرد سیاه‌پوست تقریباً از سمت اکثریت سیاه‌پوستان به عضویت شورای شهر انتخاب شد، شورای شهر، روش انتخاب این سمت‌ها را از حوزه انتخابیه تک‌نماینده به رأی‌گیری عمومی تغییر داد. این امر به حمایت اکثریت رأی‌دهندگان از هر نامزد نیاز داشت. از آنجاییکه دو سوم شهر متشکل از سفیدپوستان بود، اکثر نامزدهای سیاسی سیاه‌پوست، نتوانستند آرای کافی برای پیروزی کسب کنند.
اما الکساندر به فعالیت حقوق مدنی خود ادامه داد و به عنوان یک رهبر میانه‌رو مشهور شد. او عضو منشور شورای روابط انسانی شارلوت مکلنبورگ بود و برای عضویت در شورای منطقه جنوبی انتخاب شد و در کمیته متحد خدمات اجتماعی خدمت کرد. در همان زمان، شارلوت در حال تغییر بود. در ۱۹۵۷، در پی حکم ستره دادگاه عالی ایالات متحده در ۱۹۵۴، مبنی بر اینکه مدارس دولتی تفکیک شده غیرقانونی هستند، هیئت مدیره مدرسه تصمیم گرفت برخی از دانش آموزان سیاه‌پوست را در مدارسی که قبلاً به‌طور کامل سفیدپوست بودند، بپذیرد. علی‌رغم خصومت و تظاهرات خصمانه، سه دانش-آموز سماجت کردند، اما رهبران جامعه تجاری از به تصویر کشیده شدن صورت منفی شهر شارلوت، بسیار ناراحت بودند.
در ۱۹۶۲، الکساندر به نمایندگی از تجارت خانوادگی خود، اولین عضو آفریقایی‌آمریکایی اتاق بازرگانی شارلوت شد. او یک سال بعد به عضویت هیئت رفاه عمومی شهرستان مکلنبورگ درآمد. برای ایفای نقش رهبری، در می ۱۹۶۳ اتاق بازرگانی، قطعنامه‌ای را برای ادغام مشاغل تصویب کرد و ادغام داوطلبانه در شهر و شهرستان مکلنبورگ انجام شد. رهبران تجاری به این نتیجه رسیده بودند که زمان آن است که شارلوت را به شهری درحال پیشرفت، در زمینه مسائل نژادی تبدیل کنند تا تجارت خوب را ترویج دهند.
در ۱۹۶۴ الکساندر به عنوان عضو کمیتهٔ اجرایی حزب دموکراتیک شهرستان مکلنبرگ انتخاب شد. پس از تصویب قانون حقوق مدنی در آن سال و قانون حق رأی در سال بعد، او به سازماندهی مجدد ثبت‌نام رأی‌دهندگان و ابتکارهای دیگر، کمک کرد.
در ۱۹۶۵ او نامزد شورای شهر شارلوت شد و جایگاهی را به دست آورد و از دههٔ ۱۸۹۰، اولین آمریکایی آفریقایی‌تبار بود که در این شورا خدمت می‌کرد. در آن زمان، یک سوم جمعیت شهر آفریقایی‌آمریکایی بودند. آنچنان که در شارلوت آبزرور نقل شده‌است که الکساندر به عنوان یک نامزد، تأکید کرد که «نمی‌خواهد نامزد سیاه‌پوستان در نظر گرفته شود، بلکه به عنوان مردی که برای خیر و صلاح کل جامعه کار خواهد کرد در نظر گرفته شود».
الکساندر به مدت ۹ سال در شورا خدمت کرد و به تصویب چندین فرمان ضد تبعیض کمک کرد. او به برداشتن حصاری که قسمت‌هایی از گورستان الموودپین‌وود را جدا می‌کرد، کمک کرد و سایر پیشرفت‌ها را در قبرستان شهر به دست آورد. گورستان‌های شهر که در دهه ۱۹۳۰ ساخته شدند، دارای یک پارتیشن بودند که آن‌ها را تقسیم می‌کرد که حتی پس از آغاز ادغام داوطلبانه مشاغل، قبل از تصویب قانون حقوق مدنی، باقی مانده بودند. پیشنهاد اولیه الکساندر به شورای شهر برای برداشتن حصار، منجر به تصمیم آن‌ها برای رأی‌گیری در مورد این موضوع شد. در ژوئیه ۱۹۶۸، رأی‌گیری اولیه منجر به تصویب آن نشد. اما در ۶ ژانویه ۱۹۶۹، زمانی که یکی از اعضای شورا غایب بود و شهردار استان بروکشایر، رأی قطعی را به نفع این پیشنهاد داد، تصویب شد.
روز بعد، الکساندر به برداشتن حصار نظارت کرد و گفت زمانی که او انتخاب شد؛ «قبرستان سیاه‌پوستان خیابان آسفالتی نداشت، علف‌های هرز رشد کرده بودند و پر از زباله بود… و حصارها حفاظ بیرونی نداشتند». همراه با تعمیر و نگهداری زمین و نصب حصار محیطی، الکساندر در آسفالت کردن خیابان‌های پین‌وود و بستن ورودی خیابان نهم قبرستان، نقشی اساسی داشت تا به آمریکایی‌های آفریقایی‌تبار اجازه دهد مانند سایر افراد، از مسیر دروازه اصلی وارد شوند. یکی از مورخان، برداشتن حصار را به عنوان یک لحظه مهم برای الکساندر و زمانی که او خود را به عنوان یک عضو شورا مطرح کرد، در نظر گرفت. تلاش‌های او «آغازگر یک حرکت نمادین بود که نه تنها به سیاه‌پوستان شارلوت، بلکه به سفیدپوستان نیز این پیام را می‌داد که موانع جداسازی متعلق به دوران گذشته‌است».
بعضی از ساکنان، نامه‌هایی ارسال یا از این پیشنهاد شکایت کرده بودند، به این دلیل که آن‌ها از اینکه آمریکایی‌های آفریقایی‌تبار، تزئینات خاکسپاری را از قبرهای سفیدپوستان بدزدند یا سفیدپوستان را در قبرستان‌های باز، مورد حمله قرار دهند یا مخالف دفن بودن اجداد سفیدپوست در آنجا باشند، می‌ترسیدند. اما حصار برداشته شد و قبرستان‌ها یکپارچه شدند.
الکساندر همچنین موافقت شورای شهر را برای ساخت یک ایستگاه آتش‌نشانی برای شارلوت شمال غربی، محله‌ای که اکثریت آن را آفریقایی‌آمریکایی‌ها تشکیل می‌دادند، دریافت کرد. او کمکی برای حفظ نمازخانهٔ کلیسای یتیم‌خانه تامپسون بدست آورد. الکساندر با انتصاب در کمیته‌های گوناگون و هیئت‌های دولتی، برای افزایش نمایندگان آفریقایی‌آمریکایی در شهر، تلاش کرد.
در ۲۲ نوامبر ۱۹۶۵، خانه چهار رهبر سیاه‌پوست؛ الکساندر، برادرش کلی الکساندر، جولیوس چمبرز و رجینالد هاوکینز در شارلوت، در یک حمله تروریستی مورد بمب‌گذاری قرارگرفت. تروریست‌ها هرگز دستگیر نشدند و هیچ گروهی نیز مسئولیت این حمله را نپذیرفت.
الکساندر در ۱۹۷۴ به عنوان نماینده منطقه ۲۲ برای مجلس سنای کارولینای شمالی انتخاب شد. در زمان سناتوری، به عنوان نایب رئیس کمیته آموزش عالی خدمت کرد. در ۱۹۷۹ او قانونی را معرفی کرد که در آن خواستار نامگذاری دومین هفته در ماه فوریه به عنوان هفته تاریخ سیاه‌پوستان در کارولینای شمالی شد. او همچنین بخشی از شورای ان ای ای سی پی، همسایه خوب کارولینای شمالی، کمیته فرمانداری قانون و نظم بود و از ۱۹۷۸ تا ۱۹۷۹ رئیس موزه هنر سکه بود.
الکساندر در ۱۳ آوریل ۱۹۸۰، درگذشت. وی در پارک یادبود یورک در شارلوت دفن شد.